# Фотолюминесценция
Фотолюминесценция — нетермическое испускание фотонов веществом, возникающее при возбуждении вещества электромагнитным излучением в ультрафиолетовом, видимом и инфракрасном диапазонах длин волн. Фотолюминесценция является видом люминесценции и проявляется при возбуждении вещества фотонами, отсюда и приставка фото-. Длительность процесса излучения варьируется от фемтосекундных значений, в частности для полупроводниковых систем, до микросекундных, например, в органических комплексах лантаноидов.

## Виды фотолюминесценции
Фотолюминесценция делится на флуоресценцию, фосфоресценцию и замедленную флуоресценцию в зависимости от природы первого возбужденного и основного состояний.
Флуоресценция описывается синглетным переходом, то есть на первом возбужденном уровне и на основном электроны имеют противонаправленный спин. Мультиплетность будет равна 1. Такие переходы квантовомеханически «разрешены». Для флуоресценции характерны сравнительно короткие характерные времена затухания порядка десятка наносекунд.
Фосфоресценция описывается триплетным переходом (с мультиплетностью, равной 3), меняя спин на сонаправленный с электроном на основном уровне. По правилу Хунда энергия такого перехода ниже, так как часть энергии тратится на изменение ориентации спина электрона на возбужденном уровне. Такие переходы запрещены, а константы скорости испускания малы. Характерные времена затухания фосфоресценции лежат в диапазоне от миллисекунд до секунд, что главным образом зависит от других релаксационных процессов.
Два излучательных процесса — флуоресценция и фосфоресценция — отличаются друг от друга, во-первых, длительностью испускания и, во-вторых, энергией уровня, с которого происходит испускание. Однако существует еще один вид испускания, который спектрально расположен в области флуоресценции, но имеет длительность, характерную для фосфоресценции. В отличие от обычной, быстрой флуоресценции ее называют замедленной флуоресценцией, поскольку, перед тем как испустить квант света, молекула некоторое время находится в триплетном состоянии.
Простейший случай флуоресценции - резонансное излучение. В этом случае излучение на выходе среды происходит на той же частоте, что и частота падающего света. Этот случай хорошо иллюстрируют опыты американского оптика Вуда (R.Wood), наблюдавшего резонансное взаимодействие светового излучения с помещенными в кювету атомарными парами натрия.
При фотолюминесценции молекулярных и других — атомарных, наноразмерных сред - излучение обычно подчиняется правилу Стокса, то есть частота испускаемого света фотолюминесценции обычно меньше, чем частота падающего. Однако, это правило часто нарушается и наряду со стоксовой наблюдается антистоксова часть спектра, то есть происходит излучение частоты, большей, чем частота возбуждающего света. Отметим, что, как правило, в общем случае, в отличие от резонансного излучения, упомянутого в начале статьи, ширина спектра фотолюминесценции оказывается большей, чем ширина спектра возбуждающего фотолюминесценцию излучения.
Эксперименты по фотолюминесценции, выполненные как в случае простых систем — атомарных, так и в ещё более сложных, чем молекулы средах, например, в случае наночастиц, помещенных в аморфную среду (жидкость или стекло), подтверждают правило Стокса в полной мере. Это следует из многочисленных экспериментов, выполненных с использованием лазеров, позволяющих осуществлять возбуждение среды в широком диапазоне частот. В этом случае, как правило, с уменьшением частоты возбуждающего излучения происходит изменение и сдвиг в стоксову область частоты максимального пика спектра фотолюминесценции, что не мешает при соблюдении определенных условий резонанса появлению антистоксовой части спектра. При фотолюминесценции энергия возбуждающего излучения переходит не только в энергию испускаемого излучения, но также и в энергию колебательного, вращательного и поступательного движения молекул или атомов, то есть в тепловую энергию (см. безызлучательная релаксация).

## Фотолюминесценция и закон сохранения энергии
Одной из характеристик эффективности фотолюминесценции является квантовый выход Φ (отношение числа испускаемых световых квантов к числу возбуждающих световых квантов). Квантовый выход не может быть больше единицы.
Для явления фотолюминесценции закон сохранения энергии имеет следующий вид {\displaystyle h\nu _{i}=2h\nu -h\nu _{ij}}, где {\displaystyle h\nu } — энергия квантов светового излучения, используемого для возбуждения фотолюминесценции. Величина {\displaystyle \nu } — частота этого излучения. Величина {\displaystyle h\nu _{i}} соответствует энергии квантов излучения фотолюминесценции, а величина {\displaystyle h\nu _{ij}} характеризует электронные переходы в атоме, молекуле или иной исследуемой среде, на которых происходит безызлучательная релаксация, вызывающая нагрев фотолюминесцирующей среды. В случае непрерывного спектра частоты {\displaystyle h\nu _{ij}} характеризуют гармоники, на которые данный спектр может быть разложен. Этой величине соответствует достаточно широкий спектр частот, включающий всевозможные виды уширения спектральной линии, соответствующей частоте {\displaystyle \nu _{ij}} . Если {\displaystyle h\nu } меньше {\displaystyle h\nu _{ij}}, то имеет место стоксова фотолюминесценция, и, наоборот, для случая, когда величина {\displaystyle h\nu } больше {\displaystyle h\nu _{ij}} — антистоксова. Частота {\displaystyle \nu }, по существу, есть среднее арифметическое между частотой {\displaystyle \nu _{ij}}, на которой происходит поглощение избытка энергии, не преобразованной в излучение фотолюминесценции, и частотой {\displaystyle \nu _{i}} (одной из частотных компонент), присутствующей в спектре излучения фотолюминесценции. Из закона сохранения энергии следует известное в фотолюминесценции правило зеркальной симметрии. Действительно, из закона сохранения энергии для частот, участвующих в процессе фотолюминесценции, мы имеем соотношение симметрии: {\displaystyle h\nu _{ij}-h\nu =h\nu -h\nu _{i}}. Родившееся на частоте фотолюминесценции излучение {\displaystyle h\nu _{i}} в диспергирующей среде распространяется с замедлением, обусловленным локальными, связанными с электронными переходами (в атоме, молекуле) изменениями показателя преломления среды. По-видимому, с этим обстоятельством связано наблюдаемое при фотолюминесценции запаздывание световых процессов.

## Фотолюминесценция и аксионы
Поиск кандидата на роль элементарной частицы — аксиона осуществляется на разных участках спектра (от единиц электрон-вольт до 1 МэВ). Заслуживает внимания обстоятельство, согласно которому наблюдаемое излучение фотолюминесценции удовлетворяет необходимому и достаточному условию присутствия аксионов в случае почти резонансного взаимодействия оптического излучения и барионного вещества. В электрическом (магнитном) поле ядра атомов (молекул) за счет слияния пар фотонов действующего на атомы среды излучения возможно появление аксионов. Согласно существующим теоретическим представлениям их распад на новую пару фотонов на частотах, отсутствующих в действующем на барионное вещество излучении, может свидетельствовать о присутствии аксионов. Закон сохранения энергии для явления фотолюминесценции, рассмотренный выше, такое перераспределение энергии между исходной парой фотонов −2 {\displaystyle h\nu } и фотонами, вновь появившимися {\displaystyle h\nu _{ij}} и {\displaystyle h\nu _{i}} подтверждает. Наблюдателю доступным оказывается излучение на частоте {\displaystyle h\nu _{i}}, в то время как фотоны, энергия которых равна {\displaystyle h\nu _{ij}}, после распада аксиона поглощаются средой и оказываются ненаблюдаемыми.